# イブラヒム・イスマイル
イブラヒム・イスマイル（Ibrahim Ismail、1972年5月10日）はカタールの男子陸上競技選手。専門は短距離走。ドーハ出身。
アジア陸上競技選手権大会において1989年のニューデリー大会から1995年のジャカルタ大会まで400mで4大会連続の優勝を果たしており、2000年のクアラルンプール大会での優勝を合わせると金メダルを5枚獲得している。
オリンピックには3度の出場経験があり、初の出場となった1992年のバルセロナオリンピックでは400mの決勝まで進出し、7位に入賞した。1996年のアトランタオリンピックでも再び決勝まで進出しているが、決勝で途中棄権している。2000年のシドニーオリンピックでは2次予選で敗退した。